# Höllenberg (Südheide)

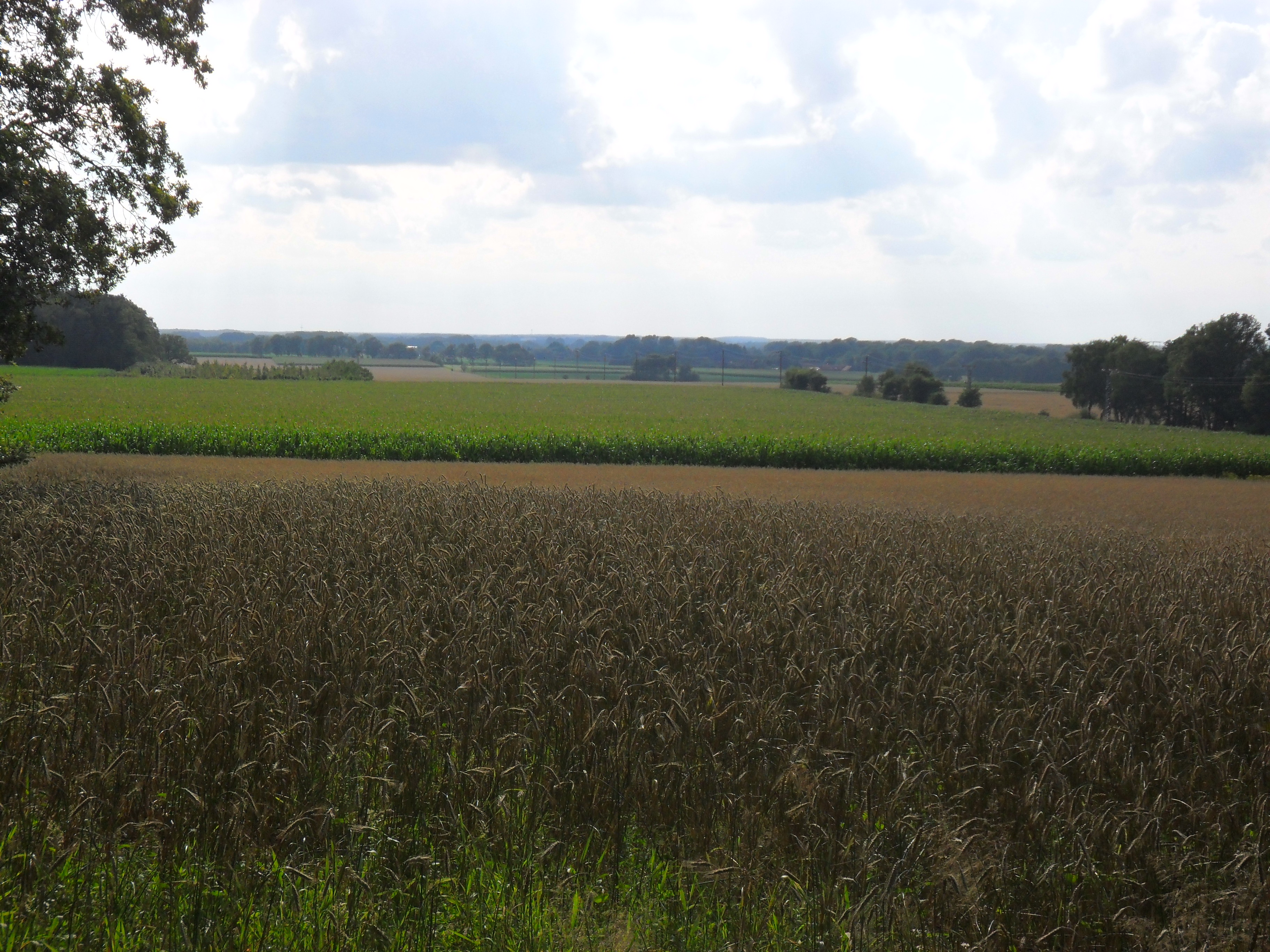
Ausblick vom Gipfel des Höllenberges

Der Höllenberg ist eine 93 m ü. NHN hohe Erhebung der Walsroder Lehmgeest im äußeren Westen der Südheide, einem Teil der Lüneburger Heide. Er liegt bei Behningen in den niedersächsischen Landkreisen Heidekreis und Rotenburg. Auf der Erhebung steht ein Schlageter-Denkmal.

## Geographie

### Lage
Der Höllenberg erhebt sich auf der Grenze der Stadt Visselhövede (Landkreis Rotenburg) im Südwesten und der Gemeinde Neuenkirchen (Landkreis Heidekreis) im Nordosten. Sein Gipfel liegt etwa 1 km westlich von Behningen (zu Neuenkirchen) sowie 1,6 km südlich von Drögenbostel und 2,7 km ostsüdöstlich von Hiddingen (beide zu Visselhövede). Etwa 5 km nordwestlich des sanft abfallenden Höllenbergs entspringt die Rodau und auf seiner Südflanke die Warnau. 2,8 km (jeweils Luftlinie) ostnordöstlich der Erhebung liegt der Stichter See.

### Naturräumliche Zuordnung
Der Höllenberg gehört in der naturräumlichen Haupteinheitengruppe Lüneburger Heide (Nr. 64), in der Haupteinheit Südheide (641) und in der Untereinheit Walsroder Lehmgeest (641.0) zum Naturraum Neuenkirchener Endmoräne (641.04).

## Schutzgebiete
Auf dem Höllenberg liegen die Landschaftsschutzgebiete Höllenberg (CDDA-Nr. 321728; 1940 ausgewiesen), das unterschiedlichen Angaben zufolge 5 oder 5,73 ha groß ist, im Norden und Umgebung des Höllenberges (CDDA-Nr. 325290; 1941; 4 ha) im Süden.

## Schlageter-Denkmal

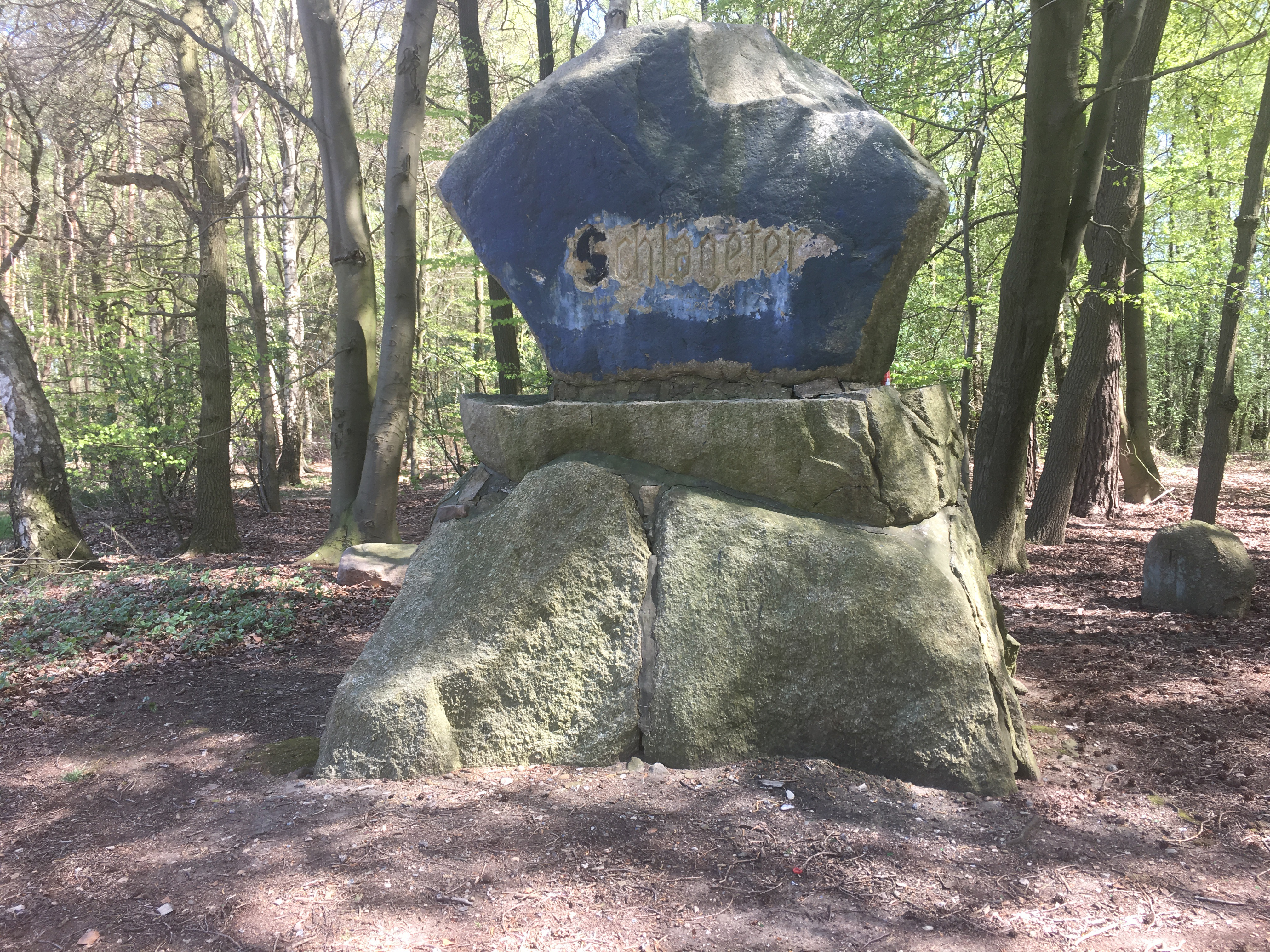
Der Schlageter-Gedenkstein im Jahre 2017 nach Aktionen von Freunden und Gegnern des Schlageter-Kults.

Auf dem Höllenberg befindet sich ein Schlageter-Denkmal, das 1926 eingeweiht wurde. Um dieses entwickelte sich im Jahre 2010 eine Kontroverse, weil das auf dem Denkmal angebrachte Hakenkreuz erst entfernt, dann jedoch wieder angebracht wurde. Der Staatsschutz schaltet sich ein.

## Verkehr und Wandern
Nordwestlich vorbei am Höllenberg führt von Neuenkirchen durch Drögenbostel und Hiddingen nach Visselhövede die Landesstraße 171 und südöstlich verläuft von Neuenkirchen nach Behningen und dann weiter in Richtung Südwesten die Kreisstraße 18. Der Gipfel der Erhebung ist zum Beispiel von Norden kommend über einen Feldweg zu erreichen. Hinüber führt der Hermann-Billung-Wanderweg.